# Église Sainte-Catherine de Parme
L'église Sainte-Catherine est une église catholique située à Parme en Italie. Elle est consacrée à sainte Catherine, puis à l'Immaculée Conception.

## Histoire
L'église, avec son couvent annexe, sont fondés par les dames augustines et mentionnés pour la première fois dans un document daté du 22 décembre 1313 qui atteste de la donation aux religieuses de vingt pièces d'or de la part d'une certaine Savina de Beduzzo.
La titulaire de l'église conventuelle a joui d'un grand regain de culte à partir de l'année 1332, car à son intercession fut attribuée la victoire de Charles de Bohême, gouverneur de Parme, sur les armées de la Maison d'Este, de la famille Gonzague et de la famille della Scala.
L'église Sainte-Catherine est élevée à la dignité paroissiale par un décret d'Alexandre Farnèse du 26  décembre 1575, au détriment de l'église voisine Sainte-Marie-du-Temple passée avec son couvent aux capucins, mais, le 19  novembre 1808, elle est rattachée à l'église Saint-Joseph.
Le couvent qui accueillait une quarantaine de religieuses était assez prospère (il possédait environ 1 000 biolche de terrains agricoles - une biolcha équivalait à 3081,439 m2). La règle était plutôt relâchée, car elles recevaient beaucoup de visites, possédaient nombre d'ouvrages profanes et tenaient une table raffinée. Elles durent subir deux visites canoniques en 1654 et en 1778. Le couvent est supprimé par Napoléon en 1810. L'église devient un entrepôt de charbon et le couvent, une fabrique de vaisselle.
L'église et l'ancien couvent sont rachetés le 6 juin 1877 par les capucins qui n'avaient pas eu le droit de récupérer leur ancien couvent de Sainte-Marie-du-Temple. Ils réaménagent l'ensemble selon leurs exigences. L'église conventuelle est de nouveau consacrée le 17 mai 1881 par Mgr Domenico Maria Villa (it) avec le vocable de l'Immaculée Conception. Ils prennent possession de leur nouveau siège le 28 mai 1881.
Les capucins doivent quitter leur couvent faute de vocations en 2008. L'église est attribuée par les autorités diocésaines à la Communauté de Sant'Egidio.

## Description
La fresque de la façade représente Le Pardon d'Assise. L'église conventuelle est à nef unique avec trois chapelles latérales de chaque côté. Parmi les principales œuvres d'art, l'on peut distinguer Saint François recevant les stigmates, attribué au Guerchin, une Déposition de Biagio Martini, Le Martyre de saint Fidèle de Sigmaringen de Clemente Ruta, Saint Félix de Cantalice de Frère Simplice de Vérone.
La deuxième chapelle à gauche abrite une représentation de Notre-Dame-Auxiliatrice, fresque provenant d'une chapelle du pont Caprazucca.

## Source de la traduction
- (it) Cet article est partiellement ou en totalité issu de l’article de Wikipédia en italien intitulé « Chiesa di Santa Caterina (Parma) » (voir la liste des auteurs).